# لوکا استریزولو
لوکا استریزولو (انگلیسی: Luca Strizzolo؛ زادهٔ ۲۹ آوریل ۱۹۹۲) بازیکن فوتبال اهل ایتالیا است.
از باشگاه‌هایی که در آن بازی کرده‌است می‌توان به باشگاه فوتبال نووارا اشاره کرد.